# Цвиљевина
Цвиљевина је насељено мјесто у граду Тузла, Босна и Херцеговина. Према попису становништва из 1991. у насељу је живјело 210 становника.

## Становништво
| Демографија | Демографија | Демографија |
| Година      | Становника  | Становника  |
| ----------- | ----------- | ----------- |
| 1961.       | 283         |             |
| 1971.       | 278         |             |
| 1981.       | 242         |             |
| 1991.       | 210         |             |